# VFTS 682
VFTS 682 — звезда класса Вольфа — Райе в созвездии Золотой Рыбы, одна из самых массивных и самых мощных по светимости известных звёзд. Расположена в соседней с Млечным Путём галактике Большое Магелланово Облако. Расстояние до Солнечной системы составляет примерно 164 000 световых лет.
Масса VFTS 682 оценивается примерно в 150 масс Солнца, светимость — 3,2 миллиона светимостей Солнца. Радиус звезды — 22 радиуса Солнца. Температура поверхности — 52200±2500 K.
Звезда VFTS 682 находится в 100 световых годах от скопления R136 в туманности Тарантул (NGC 2070), из которого она, возможно, была выброшена в результате очень мощного гравитационного воздействия.